# 貞元 (君津市)
貞元（さだもと）は、千葉県君津市の地名。丁番を持たない単独町名で、郵便番号は299-1133。

## 地理
市内北西部の小糸川下流左岸に位置する。地内は水田の中に集落が散在する。
北で中野・南久保・杢師、東で八幡・杉谷、南で新御堂・上湯江・下湯江、西で中富とそれぞれ接する（いずれも君津市）。

### 河川
- 小糸川
- 江川

## 歴史

### 地名の由来
清和天皇第三皇子の貞元親王が当地で没したため、その名にちなんだとされる。

### 沿革
- 江戸時代 - 周淮郡貞元村（初代）成立。
- 1662年（寛文2年）・1673年（寛文13年） - 中富村と小糸川の流路をめぐる境界争いが発生。
- 1873年（明治6年） - 貞元村、千葉県に所属。
- 1889年（明治22年）4月1日 - 町村制施行により周淮郡貞元村（2代目）大字貞元となる。
- 1897年（明治30年）4月1日 - 貞元村、郡統合により君津郡所属となる。
- 1954年（昭和29年）3月31日 - 貞元村と君津町（初代）・周南村が合併し君津郡君津町（2代目）が成立、同町の大字となる。
- 1971年（昭和46年）9月1日 - 君津町が市制施行し、君津市となる。

## 世帯数と人口
2017年（平成29年）10月31日現在の世帯数と人口は以下の通りである。
| 大字 | 世帯数  | 人口  |
| ---- | ------- | ----- |
| 貞元 | 251世帯 | 609人 |

## 小・中学校の学区
市立小・中学校に通う場合、学区は以下の通りとなる。
| 番地 | 小学校             | 中学校             |
| ---- | ------------------ | ------------------ |
| 全域 | 君津市立貞元小学校 | 君津市立君津中学校 |

## 交通
地内を通る鉄道路線はない。最寄駅は内房線君津駅。

### バス
- 君津市コミュニティバス
  - 小糸川循環線 君津グラウンドゴルフ場 - 常代5丁目 - 上宿 - 釜神 - 君津駅南口 - 君津市役所 - 君津バスターミナル - 常代5丁目 - 君津グラウンドゴルフ場（循環ルート）

### 道路
一般県道
- 千葉県道158号君津青堀線
- 千葉県道159号君津大貫線 - 地内では158号と重複

## 施設
- 八幡神社
- 満隆寺
- 本顕寺
- 神將寺
- 君津市農業協同組合貞元支店
  - JAきみつ貞元ライスセンター
  - JAきみつ味楽囲さだもと店

公立小学校の学区は全域で君津市立貞元小学校、公立中学校は君津市立君津中学校。

## 史跡
- 貞元親王墓[6]

## 貞元出身の著名人
- 平野峯郎（歌人） - 貞元小学校校歌作詞